# Freier Geist
Freier Geist ist ein Musikalbum der Sängerin Sofia Portanet. Es erschien im Juli 2020 unter dem Label Duchess Box Records. Es ist das Debütalbum der deutschen Sängerin und enthält Titel in deutscher, englischer und französischer Sprache.

## Musikstil
Freier Geist ist ein Rockalbum mit Einflüssen aus den Genres des Post-Punk, des New Wave, sowie der Neuen Deutschen Welle. Sofia Portanets Gesangsstil nimmt dabei Anleihen bei Sängerinnen wie Toyah Willcox oder Lene Lovich.

## Titelliste
1. Free Ghost – 3:11 (T: Kilian Weisenhorn, Sofia Portanet, M: Sofia Portanet, Steffen Kahles)
2. Menschen und Mächte – 3:56 (T: Christoph Adrian, Sofia Portanet, M: Sofia Portanet, Steffen Kahles)
3. Wanderratte – 3:38 (T: Sofia Portanet basierend auf den Gedicht „Die Wanderratten“ von Heinrich Heine, M: Sofia Portanet, Steffen Kahles)
4. Das Kind – 4:03 (T: Sofia Portanet, Steffen Kahles, M: Christoph Steiner, Sofia Portanet, Steffen Kahles)
5. Planet Mars – 3:22 (T: Sofia Portanet, M: Christoph Adrian, Sofia Portanet, Steffen Kahles)
6. Waage – 3:54 (T: Lukas Matteo Hofmann, M:Sofia Portanet, Steffen Kahles)
7. Art Deco – 3:27 (T: Sofia Portanet, M: Sofia Portanet, Steffen Kahles)
8. Ringe – 4:25 (T: Sofia Portanet, Steffen Kahles, M: Marie Klock, Sofia Portanet, Steffen Kahles)
9. Racines – 2:58 (T: Catherine Ribeiro, M: Anne Sylvestre, Catherine Ribeiro)

Bei der Entstehung der Texte, verweist Sofia Portanet als Inspiration auf verschiedene deutsche Dichter. Wanderratte basiert laut Textblatt des Albums auf dem Gedicht „Die Wanderratten“ von Heinrich Heine, erschienen in Die Gartenlaube im Jahr 1869. Weitere Inspirationsquellen sind Rainer Maria Rilke (Menschen und Mächte, Das Kind, Ringe) und Johann Wolfgang von Goethe (Menschen und Mächte), sowie Heinrich Heines Gedicht In der Fremde (Free Ghost).
Racines ist eine Coverversion der französischen Sängerin Catherine Ribeiro.

## Veröffentlichungen
Das Album wurde unter dem Berliner Plattenlabel Duchess Box Records als Vinyl-LP, CD und digital veröffentlicht. Der Titel Free Ghost existiert auch in einer deutschsprachigen Version als Freier Geist und wurde bereits im Januar 2019 gemeinsam mit dem Titel Wanderratte als Musikdatei veröffentlicht.

## Rezeption
Das Album erhielt durchweg gute Kritiken. Sky Nonhoff schrieb in der Rubrik Albumempfehlungen auf MDR Kultur dazu: Songs wie "Wanderratte", "Planet Mars" oder "Free Spirit" haben Drive, Melodiewillen, Energie, Tanzbarkeit – mit dem kleinen Unterschied, dass man all das schon in den längst verdämmerten Achtzigern gehört zu haben meint.
Simon Conrads (laut.de) entdeckt auf dem Album gar Schlagerelemente, findet jedoch, das Portanet es schafft, der Banalität und der Kalkulierbarkeit des ungeliebten Genres mit ihrer aus der Zeit fallenden, von Goethe und Rilke inspirierten Lyrik einen Haken zu schlagen. Zu Portanets Gesangsstil weiter: Hier wechselt der Gesang zwischen melodisch-poppig und stockend, irritierend. Gerollte Rs und abrupte Oktav-Sprünge fallen in der Vielzahl von Eigensinnigkeiten kaum noch auf.
Die taz schließt ihren Artikel über das Album: Dass Portanet und Band gerne durchstarten möchten, merkt man der Musik in jeder Sekunde an. Oft klappt es schon ganz gut, dank Mehrsprachigkeit und Pop-Appeal könnte ein Erfolg außerhalb Deutschlands drin sein. Doch bewegen sich Songwriting und Musik noch nicht auf der Höhe von Sofia Portanets stimmlichen Präsenz. Damit bleibt für die Berliner Künstlerin noch Entwicklungspotenzial.